# Рудолф II (Бургундия)
Вижте пояснителната страница за други личности с името Рудолф.
Рудолф II (на немски: Rudolf II.; * 880 (~ 905); † 11 юли 937) e херцог, по-късно крал на Горна Бургундия (912 – 937), крал на Долна Бургундия (Прованс) (933 – 937) и крал на Италия (922 – 926).

## Биография
Рудолф е най-големиият син на крал Рудолф I от Горна Бургундия (888 – 911) от фамилията на Рудолфингите, бургундският клон на Велфите, и Вила от Долна Бургундия, дъщеря на крал Бозон Виенски († 1 ноември 887, крал на Долна Бургундия от 879 г.).
Стреми се да увеличи територията си, но през 919 г. губи битката при Винтертур против херцог Бурхард II. За да има мир той се жени за дъщеря му. Бурхард и Рудолф си помагат веднага политически.
Жени се през 922 г. за Берта от Швабия (* ок. 907; † сл. 2 януари 966), дъщеря на Бурхард II, херцог на Швабия (917 – 926) и Реция и съпругата му Регелинда. Двамата имат две деца. Син им Конрад III († 19 октомври 993) става от 937 г. крал на Горна Бургундия и е баща на Рудолф III. Дъщеря им Света Аделхайд Бургундска (* 931 или 932; † 16 декември 999) се омъжва първо за Лотар II и през 951 г. става втората съпруга на император Ото I и майка на император Ото II (* 955; † 983).
През 921 г. той е издигнат от Адалберт I от Иврея за крал на Италия. Побеждава император Беренгар I през 923 г. при Фиоренцуола при Пиаченца и това го прави крал на Италия.
В това време италианските влагородници започват да се бунтуват против Рудолф. През ноември 926 г. във Вормс той предава даденото му Копие на Лонгин обратно на крал Хайнрих I Птицелов. През 933 г. Рудолф се отказва от Италия и я дава на Хуго I и получава Долна Бургундия.
Тронът на Рудолф е наследен от сина му Конрад III.